# Kami Rita

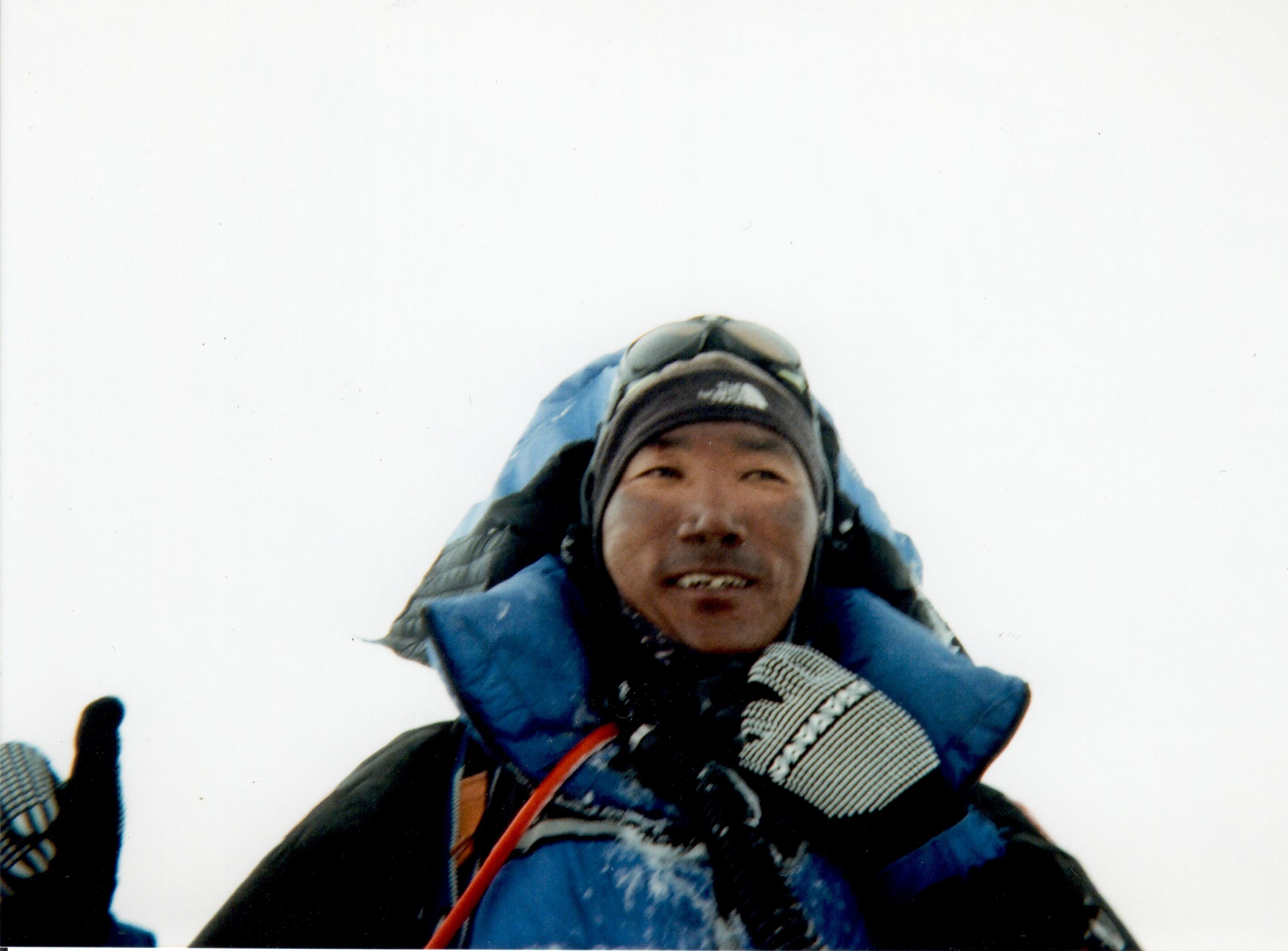
Kami Rita Sherpa (2010)

Kami Rita (* 17. Januar 1970) ist ein nepalesischer Bergführer vom Volk der Sherpa. Mit – Stand Mai 2025 – insgesamt 31 Besteigungen hält Rita den Rekord für die meisten Besteigungen des Mount Everest.
Im Jahr 1994 bestieg er den Mount Everest zum ersten Mal.
Am 15. Mai 2019 bestieg Kami Rita Sherpa als bis zu diesem Zeitpunkt einziger Mensch den Mount Everest erfolgreich zum 23. Mal. Zum Zeitpunkt der Besteigung war er 49 Jahre alt. Den vorherigen Rekord von 21 Gipfelbesteigungen teilte er sich mit Apa Sherpa und Phurba Tashi Sherpa. Am 21. Mai 2019 bestieg er zum 24. Mal den Everest. Am 7. Mai 2021 stand er zum 25. Mal auf dessen Gipfel. Im Jahr 2023 schaffte er innerhalb einer Woche zwei Everest-Besteigungen: Am 17. Mai 2023 gelang ihm der 27. und am 23. Mai 2023 der 28. Aufstieg. Am 22. Mai 2024 erfolgte seine 30. Everestbesteigung. Am 27. Mai 2025 brach er erneut seinen eigenen Rekord mit seiner 31. Besteigung des Everest.
Kami Rita Sherpa arbeitet für das Expeditionsunternehmen Seven Summit Treks.